# Кутарамакан (река)
Кутарамакан — река на юго-западе Таймырского Долгано-Ненецкого района Красноярского края России.

## Общие сведения
Берёт начало в центральной части плато Путорана на высоте более 411 м над уровнем моря. Течёт по необитаемой местности в зоне лесотундры по узкой и глубокой долине. Протекает через озеро Кутарамакан, до впадения в которое преимущественное направление течения — на запад. После истока из озера направление меняется на южное. В русле многочисленные перекаты и осерёдки. На впадающих реках и ручьях — водопады. Впадает в Хантайское озеро на высоте 65 м над уровнем моря, ширина русла перед впадением более 300 м при глубине 2 м. Длина реки составляет 151 км. Площадь водосборного бассейна — 4010 км². К бассейну реки также относится озеро Капчук. Скорость течения реки в верховьях — 0,8 м/с.
Наиболее значительные притоки: Моя-Ачин (правый) и Амнундакта (левый).